# Bloch MB.200
Die Bloch MB.200 war ein mittelschwerer viersitziger Bomber aus französischer Produktion.

## Entwicklung
Der Prototyp der MB.200 flog erstmals am 17. Juni 1933 unter der Bezeichnung MB.200.01. Für die französischen Luftstreitkräfte wurden daraufhin insgesamt 208 Maschinen der Variante MB.200B4 (Bomber, 4er-Besatzung) produziert. Bis 1935 wurden damit zwölf Groupes de bombardement der Armée de l’air ausgerüstet.
In der Tschechoslowakei wurde die MB.200 ab 1937 von Aero und Avia in Lizenz unter den Typbezeichnungen Aero MB-200 und Avia MB.200 für die dortigen Luftstreitkräfte gebaut. Dabei wurde ursprünglich ein Produktionsvolumen von 74 Exemplaren vereinbart. Als das Deutsche Reich die Tschechoslowakei im Jahr 1939 annektierte, übernahm die Luftwaffe insgesamt 67 MB-200. Vier weitere Maschinen befanden sich noch in Bau, von denen die drei letzten im April 1939 übernommen wurden (W.Nr. 72, 73 und 74). Ab 1940 erfolgte die Verschrottung der Maschinen im Letov-Werk 2 in Olomouc, gleichwohl der letzte Flug einer MB-200 (W.Nr.65) erst für den 6. März 1941 verzeichnet ist.
Die Weiterentwicklung der Bloch MB.200 führte hin zum Typ Bloch MB.210. Auch der spätere Aufklärungsbomber Bloch MB.131 wies Ähnlichkeiten in der Konstruktion auf.

## Einsatz
Die MB.200 war bereits bei Beginn des Zweiten Weltkrieges technisch veraltet und wurde noch vor der deutschen Offensive im Mai 1940 aus dem aktiven Fronteinsatz zurückgezogen.
Die nach dem Waffenstillstand von den Deutschen erbeuteten Exemplare wurden als Schul- und Verbindungsflugzeug eingesetzt und auch an verbündete Staaten der Achse (Rumänien, Bulgarien, Kroatien, Slowakei) weitergegeben, die sie zu ähnlichen Zwecken oder in Kampfeinsätzen gegen die Rote Armee verwendeten.
Einige Exemplare verblieben in den Reihen der Luftstreitkräfte von Vichy-Frankreich. Diese setzten die MB.200 sogar noch im Juni 1941 zu aktiven Kampfeinsätzen gegen eine Flotte der Royal Navy vor der Küste Libanons während des britischen Angriffs auf die französisch besetzte Levante ein. Diese Aktionen endeten allerdings mit großen Verlusten für die Franzosen.

## Technische Daten
| Kenngröße             | Daten                                                                                           |
| --------------------- | ----------------------------------------------------------------------------------------------- |
| Länge                 | 16,00 m                                                                                         |
| Höhe                  | k. A.                                                                                           |
| Spannweite            | k. A.                                                                                           |
| Flügelfläche          | 62,50 m²                                                                                        |
| Antrieb               | zwei Sternmotoren Gnome-Rhône 14K Mistral Major mit je 649 kW (870 PS)                          |
| Höchstgeschwindigkeit | 245 km/h in 4.300 m Höhe                                                                        |
| Steigrate             | 260 m/min                                                                                       |
| Dienstgipfelhöhe      | 8.000 m                                                                                         |
| Reichweite            | 1.000 km                                                                                        |
| Leermasse             | k. A.                                                                                           |
| Startmasse            | k. A.                                                                                           |
| Besatzung             | 4                                                                                               |
| Bewaffnung            | 3 × 7,5-mm-MG MAC 1934 in drehbaren Türmen und bis zu 1.200 kg Bomben im internen Waffenschacht |

## Einsatzländer

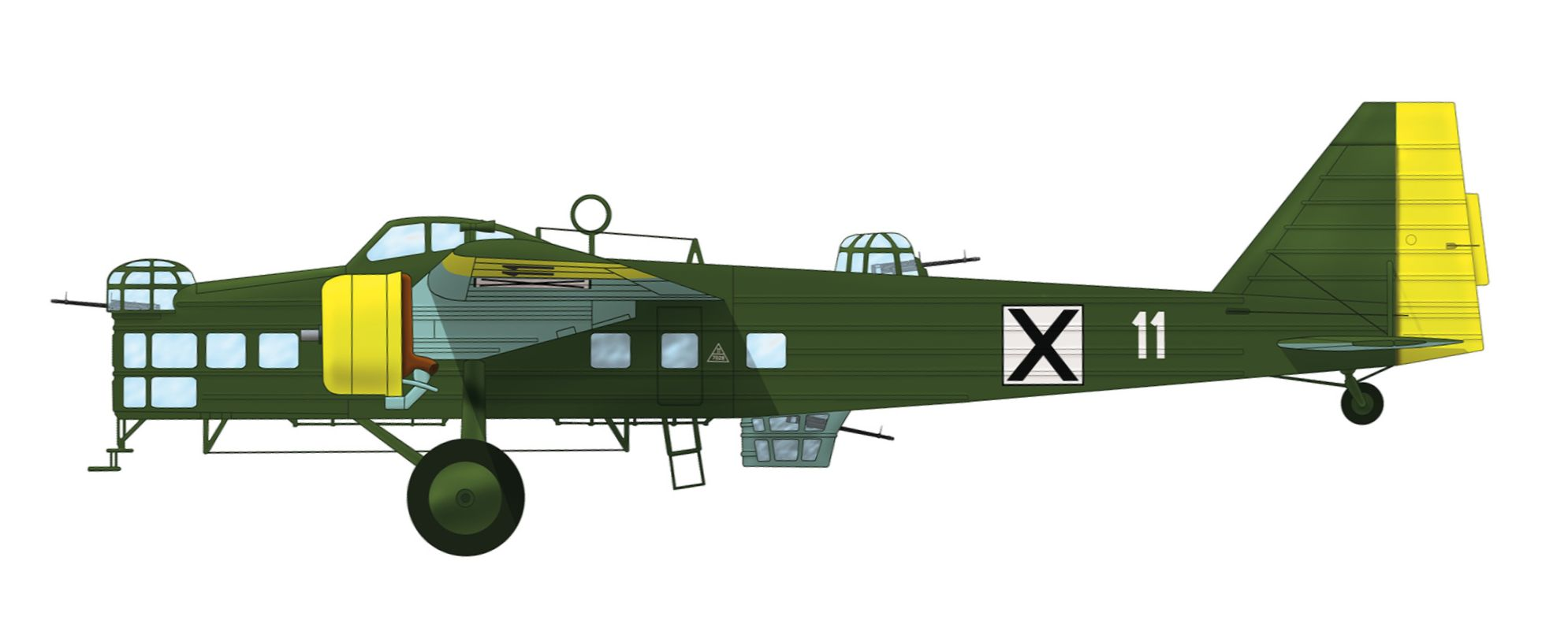
Aero MB.200 der bulgarischen Luftstreitkräfte, 1941

- Aero MB.200 der bulgarischen Luftstreitkräfte, 1941 Frankreich
- Vichy-Frankreich
- Bulgarien
- Deutsches Reich
- Spanien
- Slowakei
- Tschechoslowakei

## Vergleichbare Typen
- Frankreich: Amiot 143, Potez 54
- Polen: LWS-4